# Diócesis de Cidramo
La Diócesis de Cidramo (en latín: Dioecesis Cidramena) es una sede suprimida del patriarcado de Constantinopla y una sede titular de la Iglesia Católica.

## Historia
Cidramo, identificable con las ruinas cerca de Bucak en la actual Turquía, es una antigua sede episcopal de la provincia romana de Caria en la diócesis civil de Asia. Formaba parte del patriarcado de Constantinopla y sufragó la archidiócesis de Estaurópolis.
La diócesis está documentada en el Notitiae Episcopatuum del patriarcado de Constantinopla hasta el siglo XII con el nombre de Kindrama. Sin embargo, Lequien no le atribuye ningún obispo, por lo que no se menciona esta diócesis en su obra Oriens christianus in quatuor Patriarchatus digestus. De hecho, en ningún concilio ecuménico del primer milenio cristiano aparece un obispo de la sede de Kindrama.
Estudios recientes asignan dos obispos a esta antigua diócesis. Entre los padres que participaron en el concilio 553 de Constantinopla, Elpidoforo di Anastasiopoli fue uno de los obispos de Caria. Esta ciudad nunca aparece en las Notitiae entre las de Caria, una indicación, según Destephen, de que la ciudad tenía otro nombre en los documentos eclesiásticos. Anastasiopoli, mencionado en el Synecdemus de Hierocles en la parte oriental de Caria, fue identificado por Ramsay con el Cidramo mencionado en las Noticia Episcopales del Patriarcado Constantinopolitano. Elpidoforo sería, por lo tanto, el primero de los obispos atribuibles a esta diócesis.
Simeón participó en el consejo de Constantinopla en 879-880 que rehabilitó al patriarca Fozio, a quien Mansi indica como obispo Κρεδαμου (Kredamou) y que Lequien asigna a la diócesis de Ceramo [6]. Según Ruggieri, el término Kredamou debe interpretarse como Kedramou, asignando así a Simeone a la diócesis de Cidramo. Sin embargo, el mismo autor, siguiendo la cronotaxis de Lequien, también asigna a Simeone al sitio de Ceramo.
Desde 1933, Cidramo ha sido contado entre los obispados de la Iglesia Católica; el título no ha sido asignado desde el 31 de marzo de 1970. Su último titular fue Anastasio Granados García, obispo auxiliar de Toledo, que había sucedido al también obispo auxiliar de Toledo, Francisco Miranda Vicente.